# Dere acaciae
Dere acaciae là một loài bọ cánh cứng trong họ Cerambycidae.